# Przeróbka

Lage des Stadtbezirks Przeróbka in Danzig

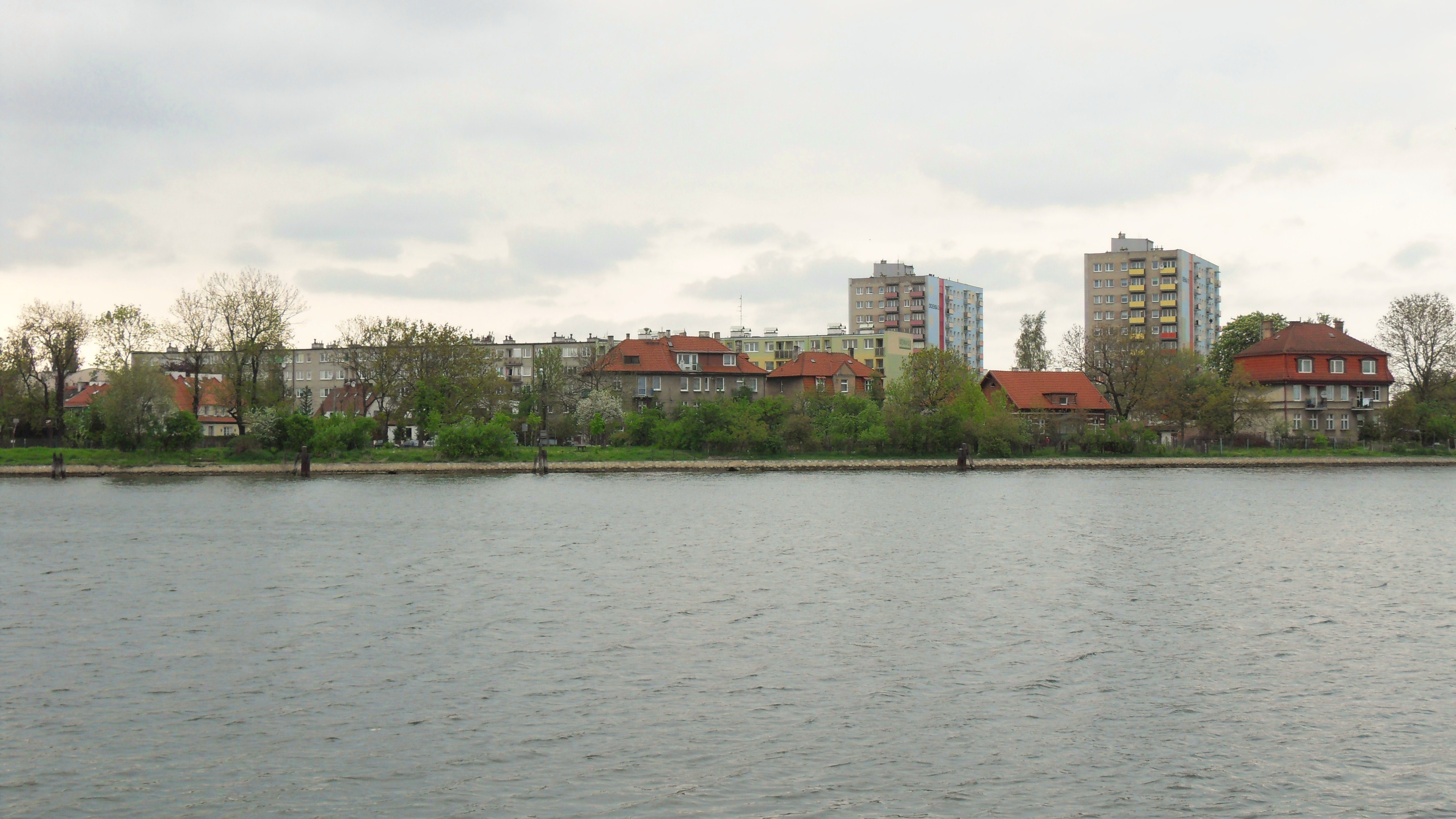
Przeróbka und die Tote Weichsel

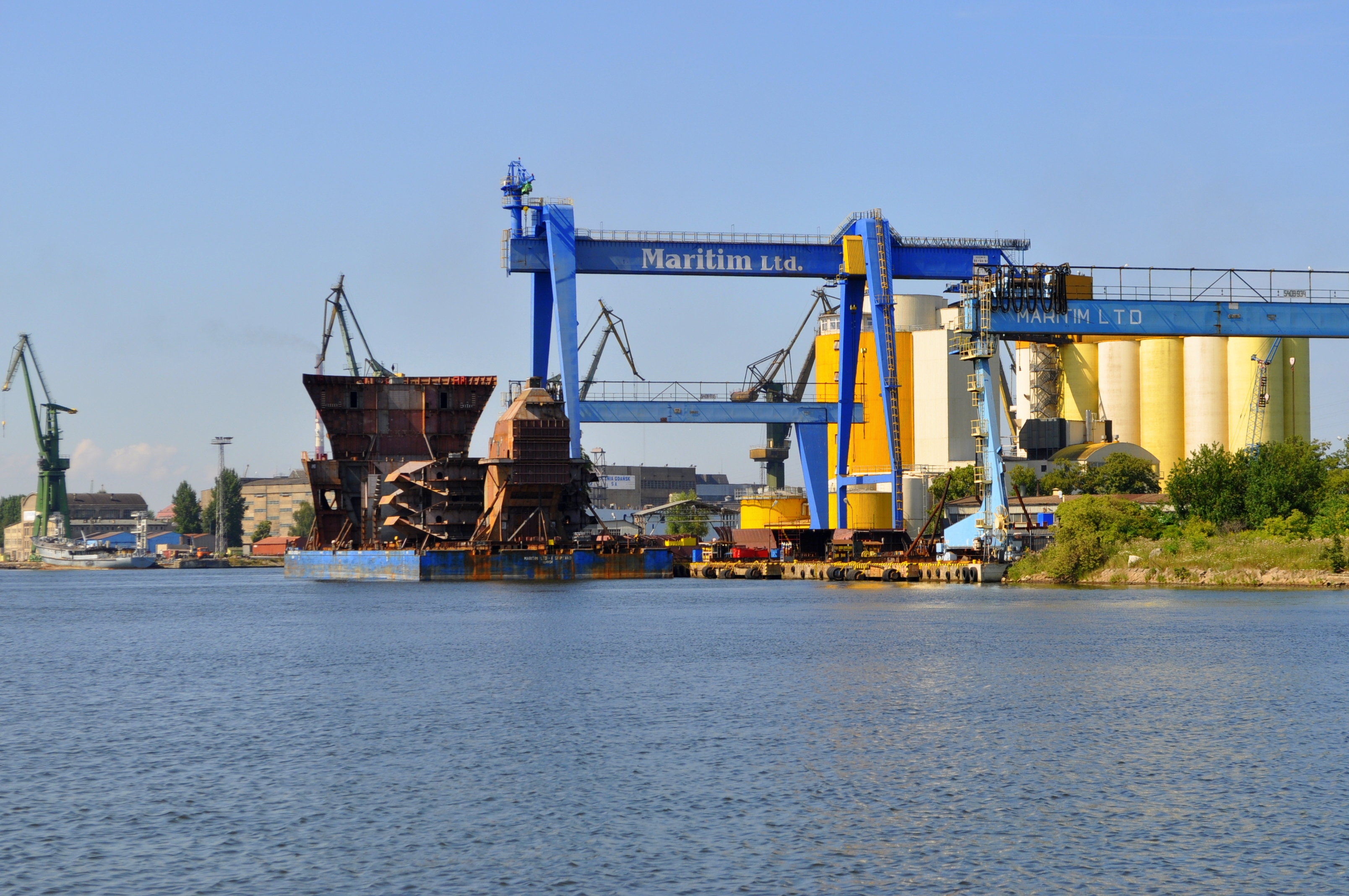
Werft Maritim und Malzfabrik (gelb)

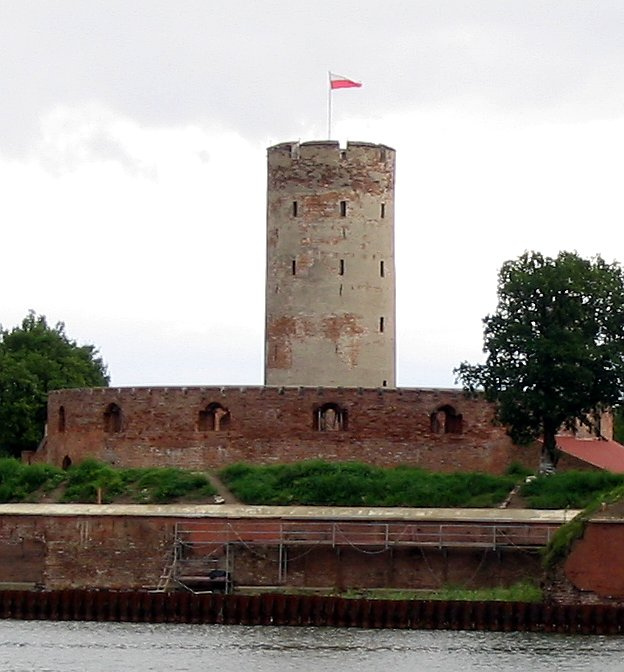
Festung Weichselmünde mit Leuchtturm

Przeróbka (deutsch Przerabka und Troyl, kaschubisch Trél) ist ein Stadtbezirk von Gdańsk (Danzig) in Polen, dieser umfasst eine Fläche von 7,1 km² und zählt 4816 Einwohner mit einer Bevölkerungsdichte von 679 Einwohnern/km². Das Gebiet Pzerabka gehörte früher zu Strohdeich und kam als Teil des Bezirks 1907 administrativ zur Stadt Danzig.

## Geographie
Der Bezirk liegt im Norden der Stadt und nimmt das westliche Viertel der Wyspa Portowa (Hafeninsel) ein. Die Halbinsel Westerplatte liegt an der Ostsee. Przeróbka grenzt direkt an Stogi und getrennt durch Hafenkanal, Kaschubischer Kanal und die Martwą Wisłą (Tote Weichsel) an die Bezirke Nowy Port, Letnica, Młyniska, Innenstadt und Rudniki.

### Gliederung
- Przeróbka (Przerabka, Troyl)
- Sączki (ehemalige Rieselfelder)
- Westerplatte
- Wisłoujście (Weichselmünde, kaschubisch Minda).

## Geschichte
Die Pzerabka und das Ufer der Nehrung waren ein wichtiger Stapelplatz, an dem vor allem die großen Holzflösse aufgelöst wurden. In Krakau und auf der Krakauer Kämpe, einer nicht mehr bestehenden Insel, befanden sich zahlreiche Sägewerke und Holzhandelsbetriebe. „Troyl“ wurde der Treidelpfad entlang der Weichsel genannt.
Die Festung Weichselmünde wurde im 15. Jahrhundert angelegt um den damaligen Hafen der Hansestadt Danzig zu schützen. Der runde Turm wurde 1482 errichtet und diente bis 1758 als Leuchtturm. Die waldreiche Westerplatte wurde seit etwa 1830 zu einem Ostseebad für warme und kalte Seebäder ausgebaut, es war über Neufahrwasser (Nowy Port) mit der Straßenbahn oder per Dampfer zu erreichen. Ende des 19. Jahrhunderts wurden die Seebäder Weichselmünde und Heubude (Stogi) angelegt. Der Bau des ehemaligen Kaiserhafens („Kaschubischer Kanal“) trennte bis 1904 den Holm (Insel Ostrów) endgültig von der heutigen Hafeninsel ab.
Der Beschuss des polnischen Munitionslagers auf der Westerplatte am 1. September 1939 gilt als Beginn des Zweiten Weltkrieges. Die Halbinsel ist heute ein nationales Symbol Polens. An die Verteidiger erinnert das 1966 eingeweihte Westerplatte-Denkmal.
Weichselmünde besteht nicht mehr, der Ort wurde bei Anlage einer Schwefelfabrik aufgelassen. Die ehemaligen Rieselfelder der Stadt Danzig werden in jüngster Zeit mit Logistikzentren überbaut.

### Verwaltungsgeschichte
Die Westerplatte gehörte zu Neufahrwasser und kam 1814 an die Stadtgemeinde Danzig, zum 1. April 1907 folgte die Landgemeinde Troyl und 1914 Weichselmünde mit den Rieselfeldern.
Przeróbka war bis 2010 ein gemeinsamer Bezirk mit Stogi. Der Bezirk Stogi z Przeróbką  hatte eine Fläche von 17,03 km² und 18614 Einwohner – 1093 je km².

## Sehenswürdigkeiten, Bauwerke und Betriebe

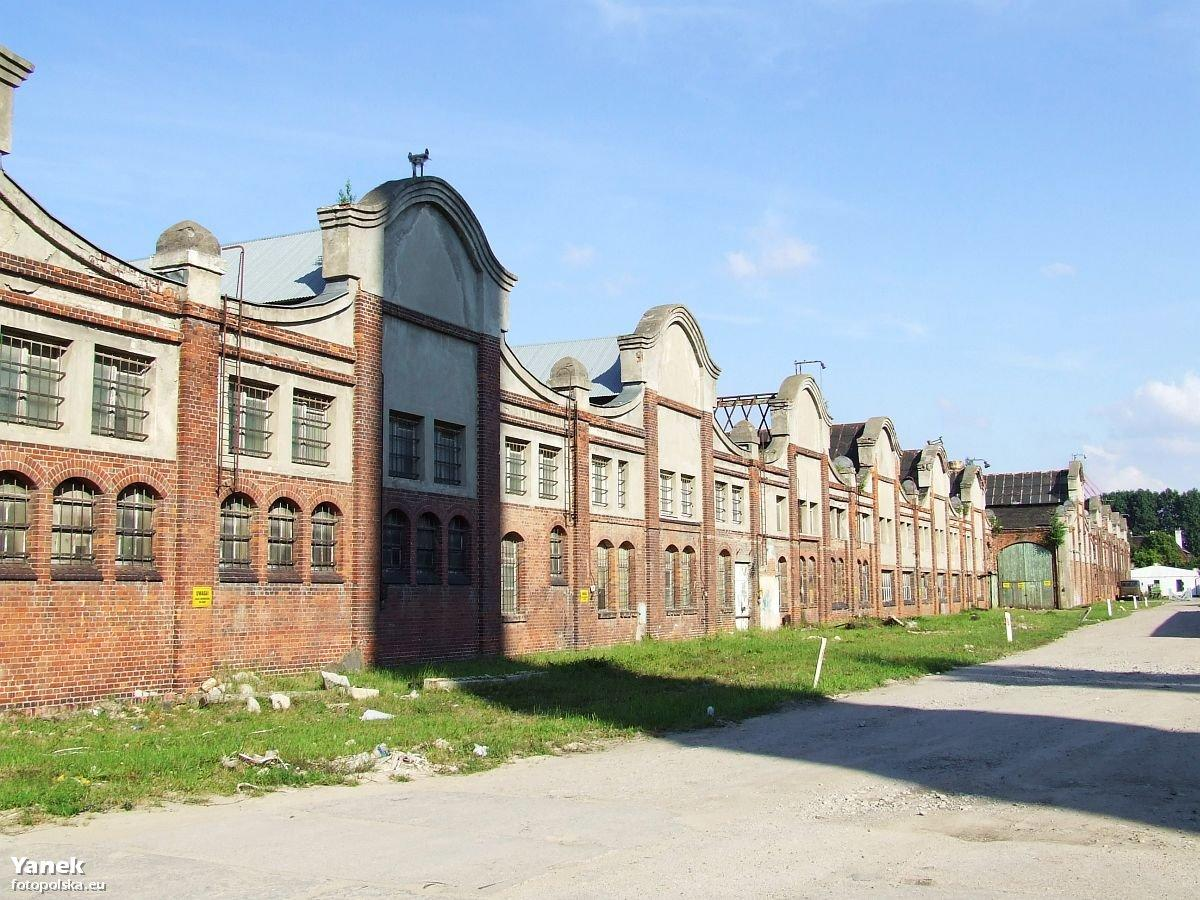
ZNTKiM, Ausbesserungswerk

- Westerplatte und Westerplatte-Denkmal
- Festung Weichselmünde (Twierdza Wisłoujście)
- Most im. Jana Pawła II, 2001 die größte Schrägseilbrücke des Landes
- ZNTKiM, ab 1910 als Eisenbahn-Hauptwerkstatt Danzig-Troyl erbaut; Industriedenkmal und Ausbesserungswerk der PKP bis heute
- Maritim Shipyard, Werft
- Malzfabrik der Malteurop Polska
- Gdańskie Zakłady Nawozów Fosforowych "Fosfory", Schwefelfabrik
- Zakład Karny w Gdańsku-Przeróbce, Gefängnis (seit 1970).

## Verkehr
Die Przeróbka und die Insel sind durch mehrere Brücken an das Straßen- und Eisenbahnnetz der Stadt angebunden. Im April 2016 wurde der Tadeusza Gocłowskiego-Tunnel unter der Toten Weichsel dem Verkehr übergeben. Das benachbarte Stogi hat seit 1927 Straßenbahnanschluss.